# Bressler-Enhaut-Oberlin
Bressler-Enhaut-Oberlin és una concentració de població designada pel cens dels Estats Units a l'estat de Pennsilvània. Segons el cens del 2000 tenia 2.809 habitants.

## Demografia
Segons el cens del 2000, Bressler-Enhaut-Oberlin tenia 2.809 habitants, 1.157 habitatges, i 776 famílies. La densitat de població era de 1.869,9 habitants per quilòmetre quadrat.
Dels 1.157 habitatges en un 29,9% hi vivien nens de menys de 18 anys, en un 47% hi vivien parelles casades, en un 15,1% dones solteres, i en un 32,9% no eren unitats familiars. En el 29,1% dels habitatges hi vivien persones soles el 12% de les quals corresponia a persones de 65 anys o més que vivien soles. El nombre mitjà de persones vivint en cada habitatge era de 2,42 i el nombre mitjà de persones que vivien en cada família era de 2,98.
Per edats la població es repartia de la següent manera: un 24,5% tenia menys de 18 anys, un 6,6% entre 18 i 24, un 30,6% entre 25 i 44, un 22,2% de 45 a 60 i un 16,1% 65 anys o més.
L'edat mediana era de 38 anys. Per cada 100 dones de 18 o més anys hi havia 85,6 homes.
La renda mediana per habitatge era de 33.191 $ i la renda mediana per família de 37.997 $. Els homes tenien una renda mediana de 30.710 $ mentre que les dones 25.820 $. La renda per capita de la població era de 16.373 $. Entorn de l'11% de les famílies i l'11,9% de la població estaven per davall del llindar de pobresa.

## Poblacions més properes
El següent diagrama mostra les poblacions més properes.